# Brachystelma gracillimum
Brachystelma gracillimum är en oleanderväxtart som beskrevs av Robert Allen Dyer. Brachystelma gracillimum ingår i släktet Brachystelma och familjen oleanderväxter. Inga underarter finns listade i Catalogue of Life.